# Gabriel Mouton
Gabriel Mouton (Lyon, 1618 — Lyon, 28 de setembro de 1694) foi um abade e cientista francês. Doutor em teologia de Lyon, também se interessava por matemática e astronomia. Em seu livro de 1670, Observationes diametrorum solis et lunae apparentium, propôs um padrão natural de medida baseado na circunferência da Terra, e dividida decimalmente. A ideia influenciou a adoção do sistema métrico em 1799.

## Omilliare
Baseado nas medições do tamanho da Terra conduzidas por Giovanni Battista Riccioli, Mouton propôs um sistema decimal de medição baseado na circunferência da Terra, explicando as vantagens de um sistema baseado na natureza. A publicação de Mouton ocorreu dois anos após John Wilkins, então presidente da Royal Society, publicar uma proposta similar.
Ele sugeria uma unidade, o milliare, que foi definido como um minuto de arco ao longo de um arco de meridiano, e um sistema de subunidades, dividindo sucessivamente por fatores de dez em centuria, decuria, virga, virgula, decima, centesima, e millesima. A Virga, 1/1000 de um minuto de arco, ou ~2,04m, era razoavelmente perto da então unidade de medida corrente, o Toise parisiense (~1,95m) -- algo que tinha a intenção de gerar aceitação da nova unidade mais facilmente.
Para efeito de uma implementação prática, Mouton sugeriu que o padrão atual se baseasse no movimento pendular, então um pêndulo localizado em Lyon com uma virgula de comprimento (1/10 virga) mudaria a direção 3.959,2 vezes em meia hora. O pêndulo resultante teria um comprimento de ~20,54cm.
Suas ideias atraíram interesse na época, e foram apoiadas por Jean Picard, bem como por Huygens, em 1673, e também estudadas na Royal Society, em Londres. Em 1673, Leibniz independentemente fez propostas similares àquelas de Mouton.
Apenas mais de um século depois, porém, é que o comitê de pesos e medidas da Academia Francesa de Ciências sugeriria o sistema métrico decimal que definiu o Metro como, ao menos inicialmente, uma divisão da circunferência da Terra. A primeira adoção oficial desse sistema ocorreu em França em 1791.
Atualmente o milliare corresponde à milha náutica, e a sua virga seria por definição 1,852 m.